# Mástaura (Lícia)
Mástaura (em grego clássico: Μάσταυρα) foi uma cidade da Lícia antiga. Poderia estar situada na atual vila de Dereağzı, aproximadamente 25 quilômetros a noroeste de Mira, não podendo ser confundida com a Dereağzı do distrito de Nazilli ou a Dereağzı do distrito de İncirliova. Em Dereağzı havia uma grande igreja abobadada feita de tijolo, que pode ter sido a Catedral de Mástaura.

## Bispado
O bispado de Mástaura na Lícia é mencionada na Notitiae Episcopatuum dos séculos VII e X como tendo sido classificada primeiro entre as sufragâneas da sé metropolitana de Mira. que esteve no Quarto Concílio de Constantinopla de 879 do patriarca Fócio. Atualmente não mais um bispado residente, Mástaura é listada pela Igreja Católica como uma sé titular.